# Contre Pison
 (janvier 2018).
Contre Pison (en latin: In Pisonem) est un discours prononcé par Cicéron devant le Sénat romain en 55 av. J.-C.. Il y règle ses comptes avec ceux qu'il juge responsables de sa condamnation à l'exil, en particulier les consuls de l'année de son exil : Lucius Calpurnius Pison et Aulus Gabinius.

## Contexte
En 63, Cicéron, consul, déjoue la conjuration de Catilina. Sous son autorité, des complices, citoyens romains, sont exécutés sans jugement.
En 59, Jules César, consul, se prépare à sa mission en Gaule. Il sera absent de Rome pour des années et se méfie de Cicéron dont l'influence pourrait défaire les mesures qu'il a prises. Ses tentatives de compromis échouent. Il décide donc de faire tomber Cicéron et charge son homme de main Clodius Pulcher, tribun de la Plèbe désigné pour 58, de la tâche. Ce dernier voue une haine féroce envers Cicéron depuis plusieurs années.
Clodius ressort l'affaire des exécutions illégales de 63 dès son entrée en charge, ce qui aboutit au vote de l'exil en mars 58. Le consul Lucius Pison détient les faisceaux en ce mois de mars, c'est donc lui qui organise le vote. Finalement, Cicéron sera rappelé d'exil en août 57.
Dès son retour, il n'a de cesse de se venger de ceux qu'il estime responsables de son malheur, en particulier des deux consuls de 58, Gabinius et Pison. Ceux-ci sont alors en charge (proconsulat) de provinces: la Macédoine pour Pison, la Syrie pour Gabinius. Cicéron manœuvre pour faire casser leurs mandats. Concernant Pison, cela aboutit en 55. Il est de retour à Rome, sans doute à l'été.

## Circonstances et contenu
De retour à Rome, Pison présente sa défense devant le sénat. L'In Pisonem est la réponse de Cicéron à ce discours.
Il est difficile de trouver un plan cohérent à ce discours, soit que Cicéron se laisse aller à son inspiration du moment, soit qu'il réponde, point par point, au discours de Pison, soit, probablement, un mélange des deux.
Quoi qu'il en soit, ce discours est une succession d'injures et d'invectives envers Pison. À sa carrière et à sa personnalité exemplaires, Cicéron oppose la médiocrité et la bassesse de celles de Pison.

### L'accession aux magistratures
À titre d'exemple, voici comment Cicéron présente leurs élections respectives aux charges. À Pison, qui se targuait d'avoir parcouru le Cursus honorum sans subir d'échec (il avait chaque fois été élu à sa première candidature), Cicéron réplique que c'est à lui qu'il faut attribuer ce mérite, car, lui, Cicéron, c'est sa personne, sa vertu qui ont été élues, tandis que Pison masquait sa bassesse et fut élu uniquement grâce au prestige de sa gens et de ses ancêtres.
"Tu t'es glissé jusqu'aux honneurs, grâce à l'appui d'images enfumées auxquelles, en toi, rien ne ressemble que le teint (...) Toutes mes charges m'ont été accordées par le peuple romain à titre personnel (...) Pison a été élu édile par le peuple romain, oui, mais pas le Pison que tu es. La préture, de même, fut accordée à tes ancêtres." (§ 1-2, trad. Grimal)
Analysant l'In Pisonem et d'autres textes, Ph. Le Doze renvoie au modèle wébérien du pouvoir charismatique : le pouvoir tient sa légitimité du rayonnement émanant de la personne elle-même, de l'allégeance et du dévouement qu'elle suscite grâce à sa valeur, ses dons, ses qualités exceptionnelles. Ce charisme se nommait auctoritas et dignitas en latin. La compétition électorale se jouait donc homme contre homme, loin de tout programme politique concret, et dénigrer l'autre était à la base de l'argumentation.
L'In Pisonem nous fournit un bon exemple de cette réalité.

### Pison, un épicurien bas de gamme - Philodème de Gadara
Par petites touches ou plus directement par moments, Cicéron dresse en Pison le portrait d'un épicurien de bas étage. Il est épicurien, certes, mais c'est dans une porcherie qu'il a appris la doctrine, pas dans une école :
 « Epicure noster ex hara producto non ex schola. » « Notre Épicure sorti d'une soue non d'une école » (& 37, trad. Grimal).
Aux paragraphes 68 à 72, Cicéron fait longuement référence - sans le nommer - au philosophe et poète épicurien, renommé à l'époque, Philodème de Gadara. C'était un familier de Pison qui l'avait pris sous sa protection. Cicéron, ici, n'attaque pas Philodème, qu'il respectait et appréciait par ailleurs. Il le plaint plutôt d'avoir un élève aussi médiocre et vil.
« Cela, même les Grecs qui te sont chers, ces amis du plaisir, le disent - si seulement tu les avais écoutés comme ils auraient dû l'être! Jamais tu ne te serais laissé plonger dans un tel gouffre de turpitude. Mais tu les écoutes à l'étable, tu les écoutes dans la débauche, tu les écoutes en mangeant et en buvant. » (& 42, trad. P. Grimal)

## Efficacité de l'In Pisonem
Il ne semble pas que les attaques haineuses de Cicéron aient pu nuire grandement à Lucius Calpurnius Pison puisqu'il ne fut pas condamné pour la gestion de sa province. Et quatre ans plus tard, en 51, ses pairs sénateurs l’élurent à la Censure, qu'il ne demandait d'ailleurs pas. C'était là le (rare) couronnement d'une carrière reconnue brillante et la preuve que son crédit ("auctoritas") était unanimement reconnu.

## Éditions
- Traduction Nisard (XIXème s.) sur le site remacle.org
- (la + fr) Contre Pison  (trad. Pierre Grimal), Les Belles Lettres, coll. « Universités de France », 2002 (1re éd. 1966), 266 p. (ISBN 2-251-01068-8).
- Édition moderne du texte latin: the latin library